# Alexandra Iwanowna Sabelina
Alexandra Iwanowna Sabelina (russisch Александра Ивановна Забелина; * 11. März 1937 in Moskau; † 27. März 2022) war eine sowjetische Florettfechterin.
Alexandra Sabelina begann als Jugendliche mit dem Turnen, musste jedoch verletzungsbedingt 1951 diese Sportart beenden und begann 1953 mit dem Fechten. Sie gehörte von 1956 bis 1972 der sowjetischen Nationalmannschaft an. Bei den Olympischen Sommerspielen 1960 in Rom, 1968 in Mexiko-Stadt und 1972 in München gewann sie mit der sowjetischen Mannschaft jeweils die Goldmedaille im Florett-Teamwettbewerb.
Darüber hinaus wurde sie 1957 und 1967 Einzelweltmeisterin sowie 1961 und 1966 Vizeweltmeisterin. Mit der Mannschaft errang sie 1956, 1958, 1961, 1963, 1966, 1970 und 1971 den Weltmeistertitel sowie 1959, 1962, 1967 und 1969 die Silbermedaille.
Sie wurde in der Sowjetunion mit dem Ehrentitel „Verdiente Meisterin des Sports der UdSSR “ ausgezeichnet und 2005 in die russische Hall of Fame des Fechtsports aufgenommen.